# N-Ethylperfluoroctansulfonamidoessigsäure
N-Ethylperfluoroctansulfonamidoessigsäure (N-EtFOSAA) ist eine chemische Verbindung aus der Gruppe der Sulfonsäureamide und der Glycin- bzw. Perfluoroctansulfonsäure-Derivate.

## Eigenschaften
Das Kaliumsalz, Kalium-N-perfluoroctylsulfonyl-N-ethylglycinat, ist eine Brønsted-Base.

## Verwendung
Das Kaliumsalz ist ein anionisches Tensid und wird von 3M unter dem Namen Fluorad FC-129 angeboten zur Verwendung in der Papierveredelung, in industriell eingesetzten Fußbodenpflegemitteln sowie als Baustein und Reagenz.

## Regulierung
Da der Stoff unter die Definition „Perfluoroctansulfonsäure und ihre Derivate (PFOS) C8F17SO2X (X = OH, Metallsalze (O−M+), Halogenide, Amide und andere Derivate einschließlich Polymere)“ fällt, unterliegt er in der EU und in der Schweiz einem weitreichenden Verbot.